# 盘古庙
盘古庙，位于中国广东省肇庆市封开县平凤镇古藤村，为封开县的一个县级文物保护单位，类型为古建筑，公布时间为2003年9月18日。
盘古庙的历史年代为清代。